# Astaenomoechus cavei
Astaenomoechus cavei là một loài bọ cánh cứng trong họ Hybosoridae. Loài này được Howden & Gill miêu tả khoa học năm 2003.